# 오염화 인
오염화 인(五鹽化憐, 영어: phosphorus pentachloride)은 화학식이 PCl5인 화합물이다. 가장 중요한 인염화물의 하나로, 다른 중요 인염화물로는 PCI3과 POCI3가 있다. 무색이며 물과 수분에 민감한 고체이지만 상용 샘플은 노란색일 수 있으며 염화 수소에 오염되어 있을 수 있다.

## 준비
PCl3 +  Cl2  PCl5   (ΔH = −124 kJ/mol)

## 같이 보기
- 삼염화 인